# Fondation Jean XXIII pour les sciences religieuses
La Fondation Jean XXIII pour les sciences religieuses (en italien : Fondazione per le scienze religiose Giovanni XXIII - FSCIRE) est un institut de recherches en sciences religieuses qui a son siège à Bologne. La première fondation date de 1953, conçue par Giuseppe Dossetti et développée par l'historien Giuseppe Alberigo, qui en fut l'animateur pendant près d'un demi-siècle. Le nom de Jean XXIII a été ajouté par la suite en hommage à ce pape.

## Présentation
La fondation, reconnue par un décret du président de la République italienne, travaille en relation avec l'université de Bologne et d'autres instituts, en autonomie vis-à-vis des institutions religieuses ou étatiques. Ses fonds sont d'origine publique et privée. Son rôle consiste à recevoir, organiser, diffuser et publier les travaux de chercheurs dans le champ de l'histoire du christianisme et de ses rapports avec les autres confessions et religions. Elle porte une attention particulière au concile Vatican II.
La fondation est présidée par Alessandro Pajno et dirigée par Alberto Melloni (it). Elle publie les revues spécialisées Cristianesimo nella Storia et Quaderni di storia religiosa medievale.

### Banques de données, dictionnaires et encyclopédies
- Ressources relatives à la recherche :   - CrossRef
  - Horizon 2020
- Ressource relative aux organisations :   - Registre de transparence de l'UE
- Notices d'autorité :   - VIAF
  - ISNI
  - IdRef
  - LCCN
  - Israël
  - Tchéquie
  - WorldCat